# Milzau
Milzau ist eine Ortschaft und ein gleichnamiger Ortsteil der Stadt Bad Lauchstädt im Saalekreis in Sachsen-Anhalt (Deutschland).

## Geografie
Milzau liegt an der Laucha, ca. 8 km nördlich des Geiseltalsees, 9 km westlich von Merseburg und 22 km südlich von Halle (Saale).

## Ortsgliederung und Eingemeindungen
Die Ortschaft Milzau besteht aus neun Ortsteilen:
- Bischdorf
- Burgstaden
- Kleingräfendorf
- Krakau
- Milzau
- Netzschkau
- Oberkriegstedt
- Schadendorf
- Unterkriegstedt

Die Ortsteile wurden zu folgenden Zeiten eingemeindet:

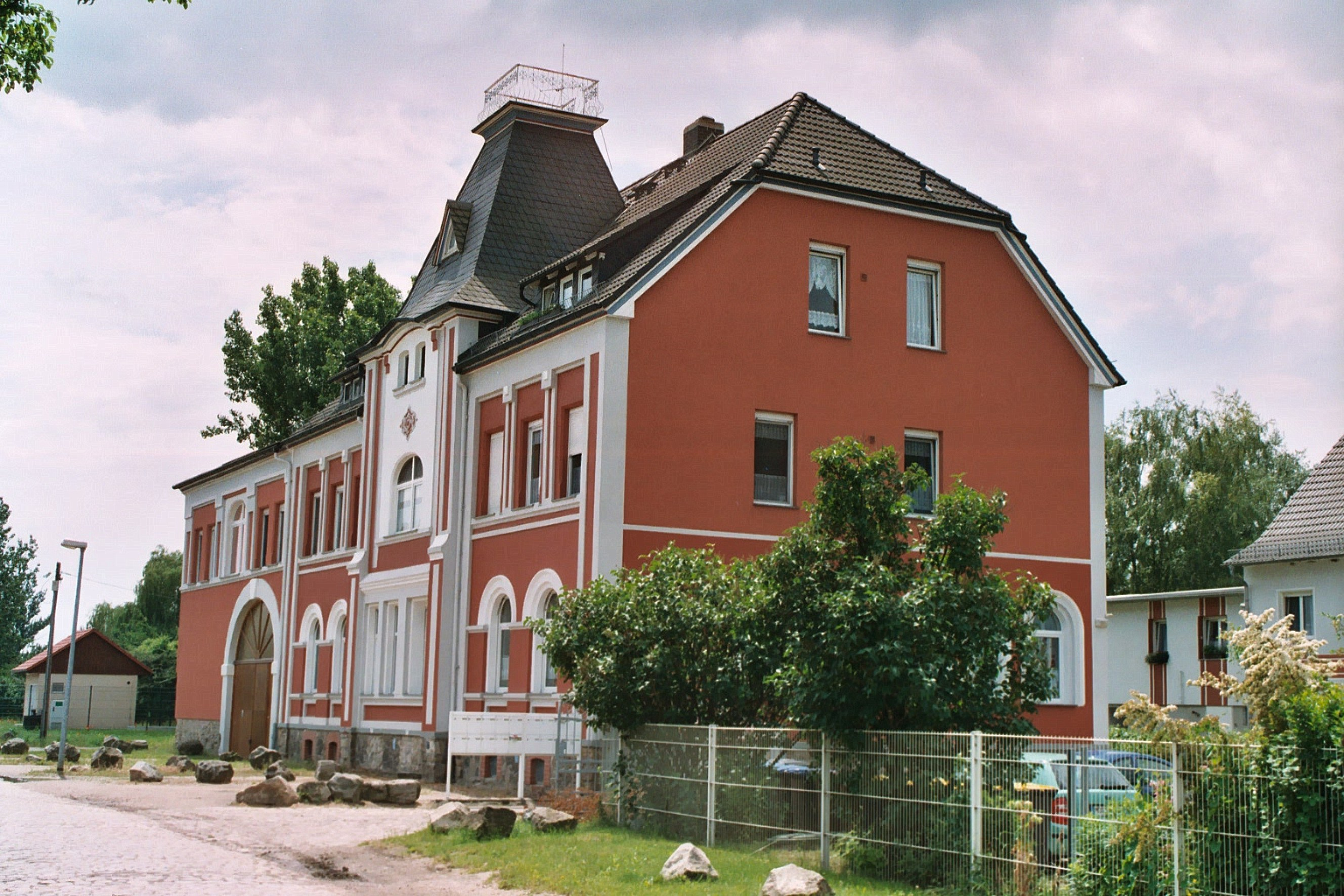
Herrenhaus in Milzau

| Ehemalige Gemeinde | Datum      | Anmerkung                          |
| ------------------ | ---------- | ---------------------------------- |
| Bischdorf          | 01.04.1937 | Eingemeindung nach Milzau          |
| Burgstaden         | 01.07.1950 | Eingemeindung nach Milzau          |
| Kleingräfendorf    | 01.07.1950 | Eingemeindung nach Milzau          |
| Krakau             | 01.04.1939 | Eingemeindung nach Kleingräfendorf |
| Milzau             | 01.01.2010 | Eingemeindung nach Bad Lauchstädt  |
| Netzschkau         | 01.04.1937 | Eingemeindung nach Milzau          |
| Oberkriegstedt     | 01.04.1937 | Eingemeindung nach Burgstaden      |
| Schadendorf        | 01.04.1937 | Eingemeindung nach Burgstaden      |
| Unterkriegstedt    | 01.04.1937 | Eingemeindung nach Burgstaden      |

## Geschichte
Milzau wurde im zwischen 881 und 899 entstandenen Hersfelder Zehntverzeichnis erstmals als Milisa genannt. Die heutigen neun Ortsteile der Ortschaft Milzau gehörten zum Hochstift Merseburg, welches seit 1561 unter kursächsischer Hoheit war und zwischen 1656/57 und 1738 zum Sekundogenitur-Fürstentum Sachsen-Merseburg gehörte. Die neun Orte gehörten zu folgenden Ämtern:
| Ort             | Amtszugehörigkeit        |
| --------------- | ------------------------ |
| Bischdorf       | Amt Merseburg            |
| Burgstaden      | Amt Merseburg            |
| Kleingräfendorf | Amt Lauchstädt           |
| Krakau          | Amt Lauchstädt           |
| Milzau          | Amt Merseburg            |
| Netzschkau      | Amt Lauchstädt (Exklave) |
| Oberkriegstedt  | Amt Merseburg            |
| Schadendorf     | Amt Lauchstädt           |
| Unterkriegstedt | Amt Merseburg            |

Durch die Beschlüsse des Wiener Kongresses kamen die neun Orte der heutigen Ortschaft Milzau zu Preußen und wurden dem Kreis Merseburg im Regierungsbezirk Merseburg der Provinz Sachsen zugeteilt, zu dem sie bis 1952 gehörten. Am 1. April 1937 erfolgte die Eingemeindung von Bischdorf und Netzschkau nach Milzau und die von Schadendorf, Ober- und Unterkriegstedt nach Burgstaden. Krakau wurde am 1. April 1939 nach Kleingräfendorf eingegliedert. Burgstaden mit seinen drei Ortsteilen und Kleingräfendorf mit seinem Ortsteil wurden wiederum am 1. Juli 1950 nach Milzau eingemeindet, wodurch der Ort nun aus neun Ortsteilen bestand. 1952 kam Milzau zum Kreis Merseburg im Bezirk Halle, der 1994 im Landkreis Merseburg-Querfurt und 2007 im Saalekreis aufging.
Von 2005 bis 2009 gehörte Milzau zur Verwaltungsgemeinschaft Bad Lauchstädt. Bis zur Eingemeindung in die Goethestadt Bad Lauchstädt am 1. Januar 2010 war Milzau eine selbständige Gemeinde mit den zugehörigen Ortsteilen Bischdorf, Netzschkau, Burgstaden, Unterkriegstedt, Oberkriegstedt, Schadendorf, Kleingräfendorf und Krakau. Letzter Bürgermeister Milzaus war Günter Teichmann.

## Wappen
Blasonierung: „In Grün auf goldenem, mit einem blauen Wellenbalken belegtem Schildfuß eine silberne Eiche mit neun Blättern und sechs Früchten.“

## Verkehrsanbindung

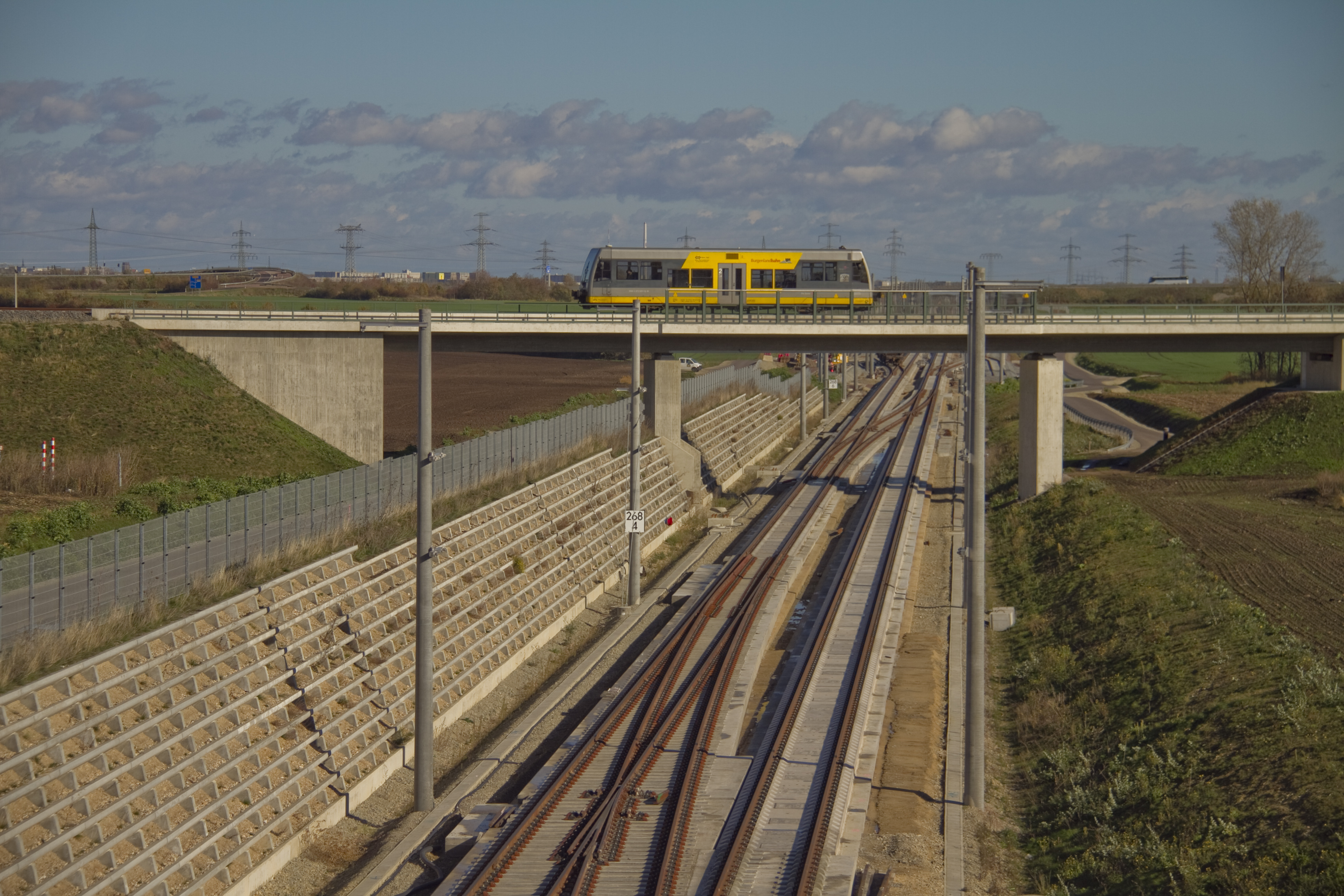
Neubaustrecke bei Milzau

Die Gemeinde liegt in unmittelbarer Nähe der Bundesautobahn 38, die Ausfahrt Merseburg-Nord (24) ist 2 km entfernt.
In Milzau befand sich ein Bahnhof an der Bahnstrecke Merseburg–Schafstädt. Die Neubaustrecke Erfurt–Leipzig/Halle wurde bei Milzau unter die inzwischen eingestellte Bahnlinie gelegt. Milzau ist heute durch den Landesbus 728 der Personennahverkehrsgesellschaft Merseburg-Querfurt im Landesnetz Sachsen-Anhalt erreichbar.

## Persönlichkeiten
Aus Kriegstedt stammen Carl Friedrich Rudolph von Grünberg (1785–1850), königlich-sächsischer Oberhofgerichtsrat zu Leipzig, Hof-, Regierungs- und Landrat in Merseburg und Ludwig Weidlich (um 1807–1877), Landrat des Kreises Merseburg.

## Sehenswürdigkeiten
In Milzau und seinen Ortsteilen gibt es mehrere Kirchen und Gutshäuser.

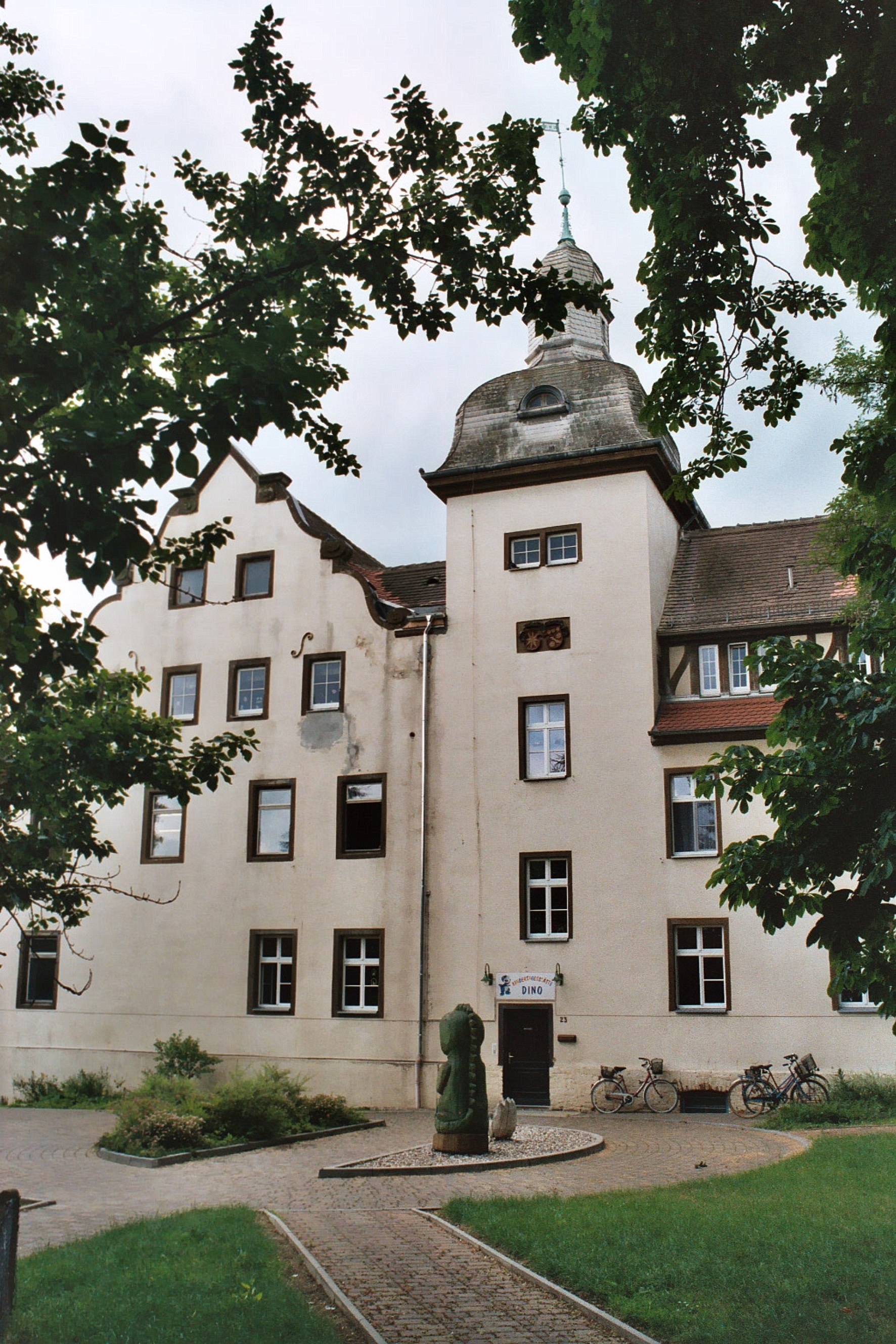
Rittergut Unterkriegstedt
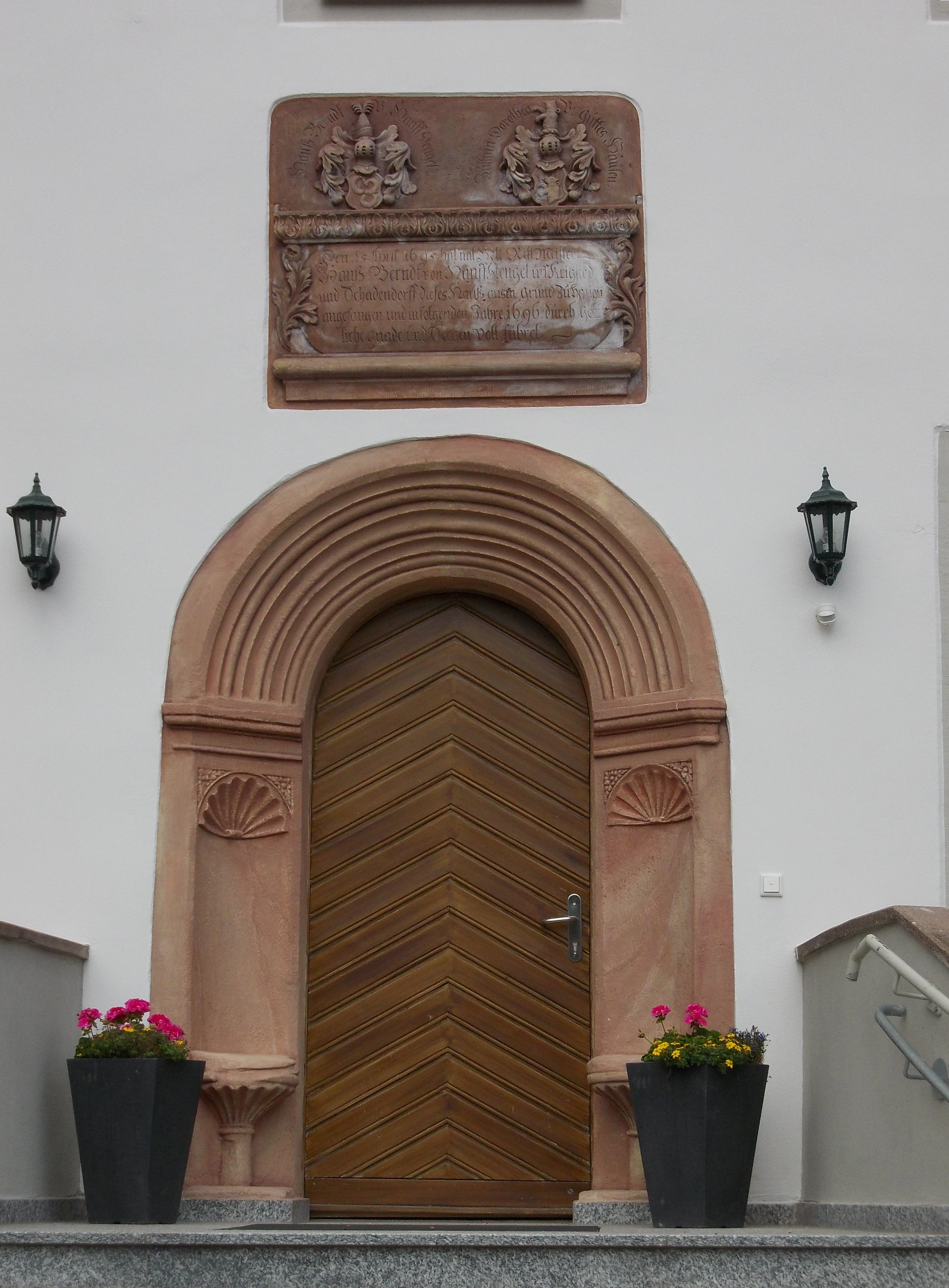
Portal des Gutshauses Unterkriegstedt
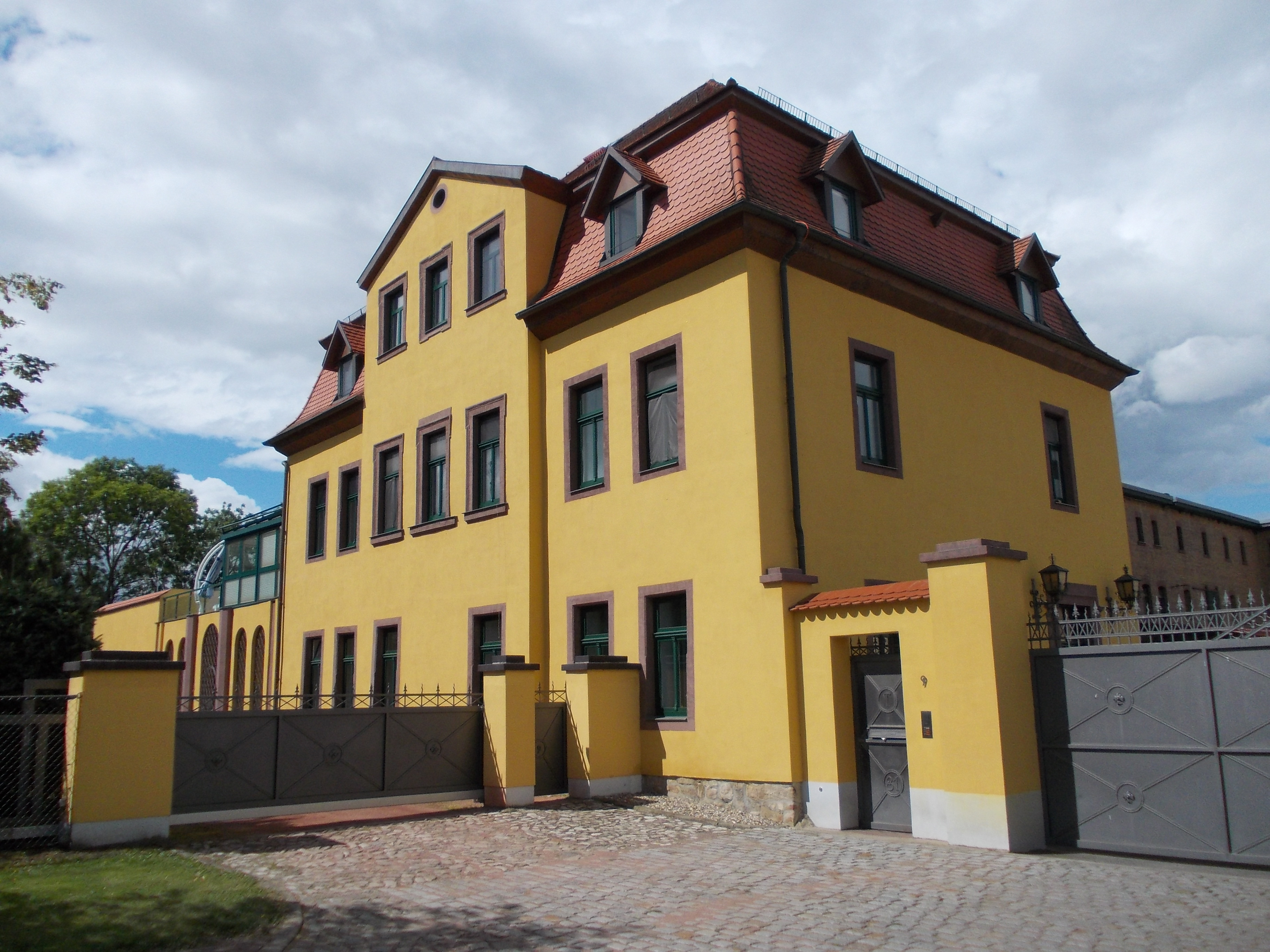
Gutshaus Netzschkau
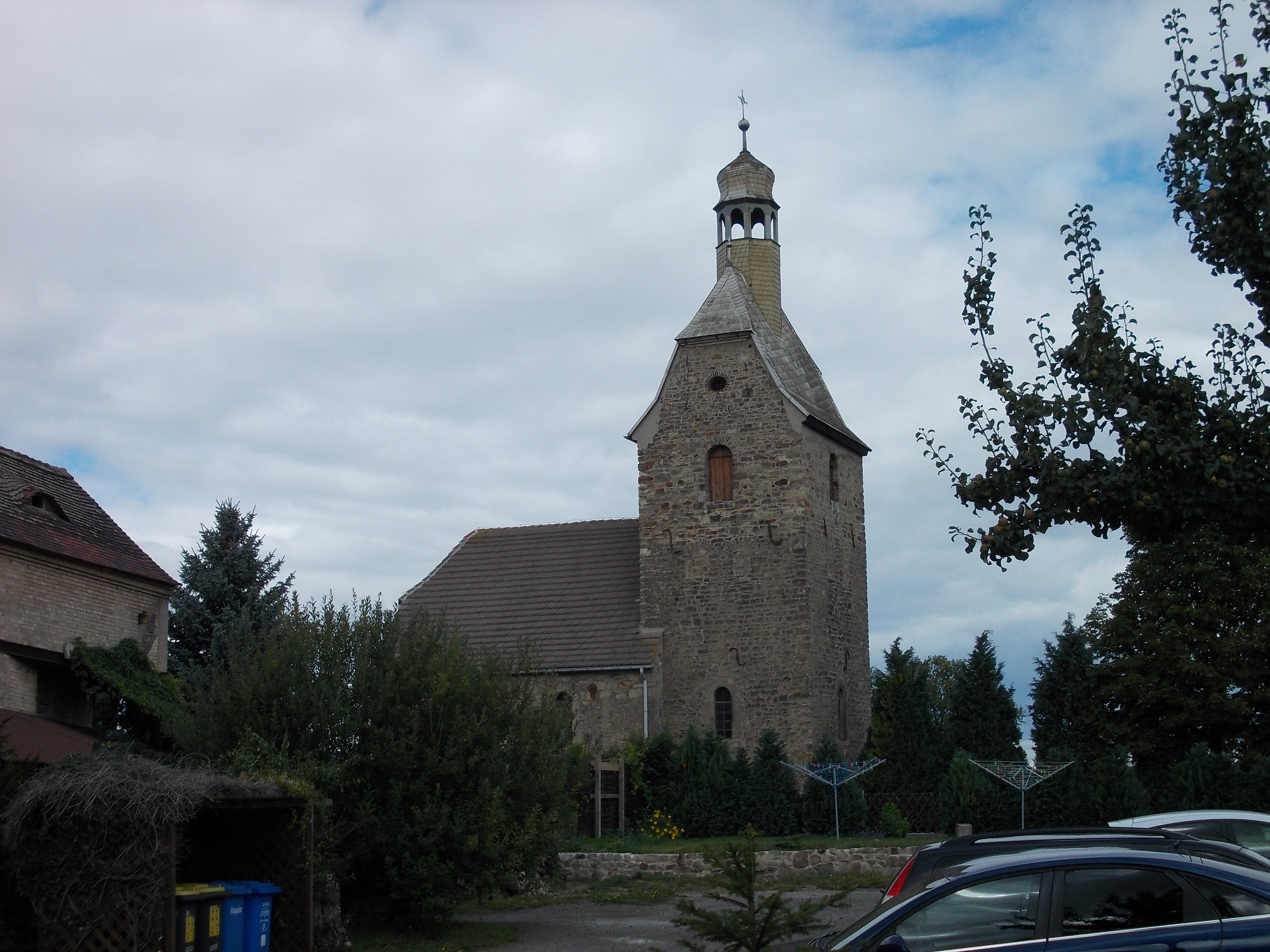
Kirche in Krakau
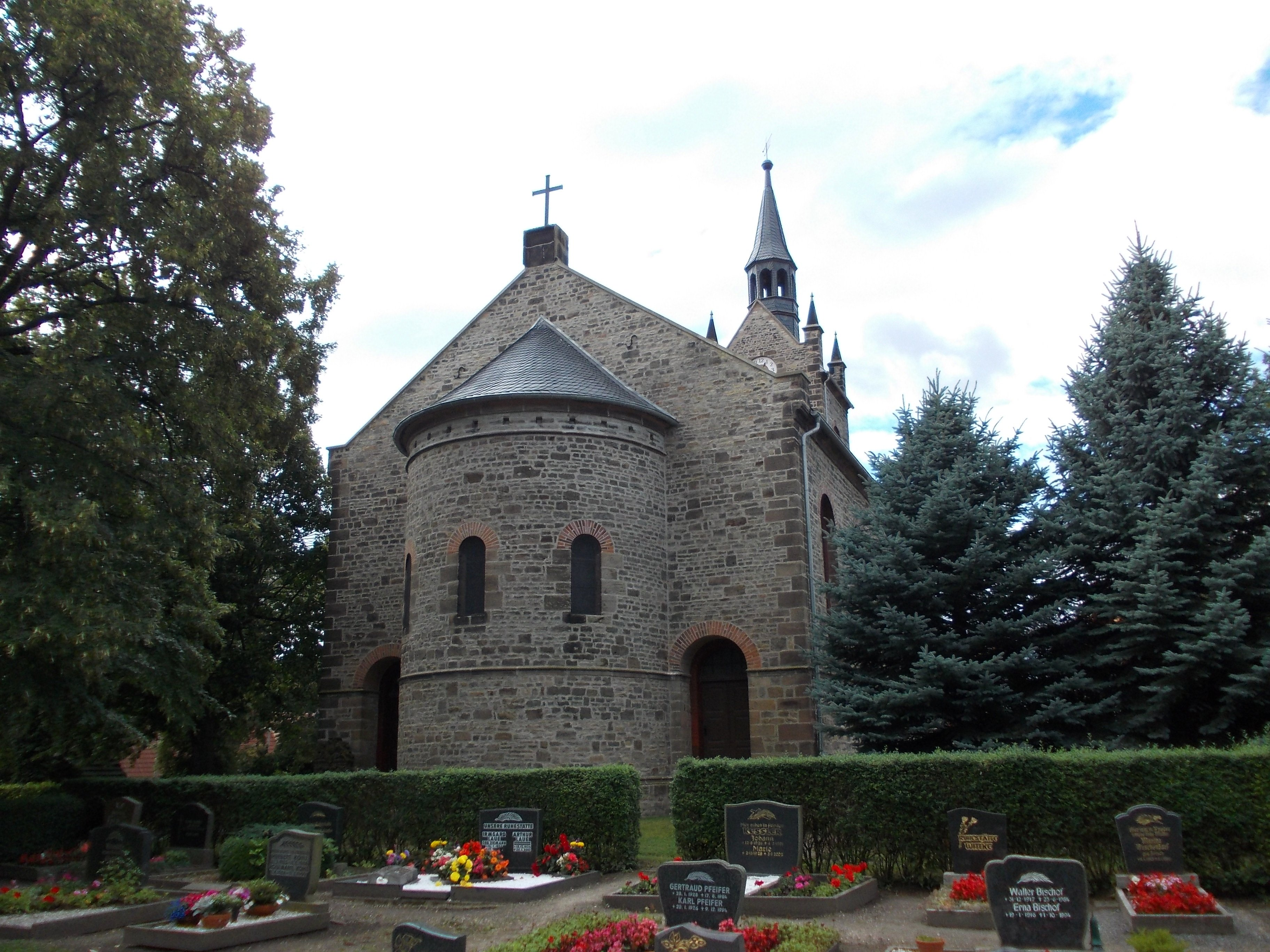
Kirche St. Maria Kriegstedt
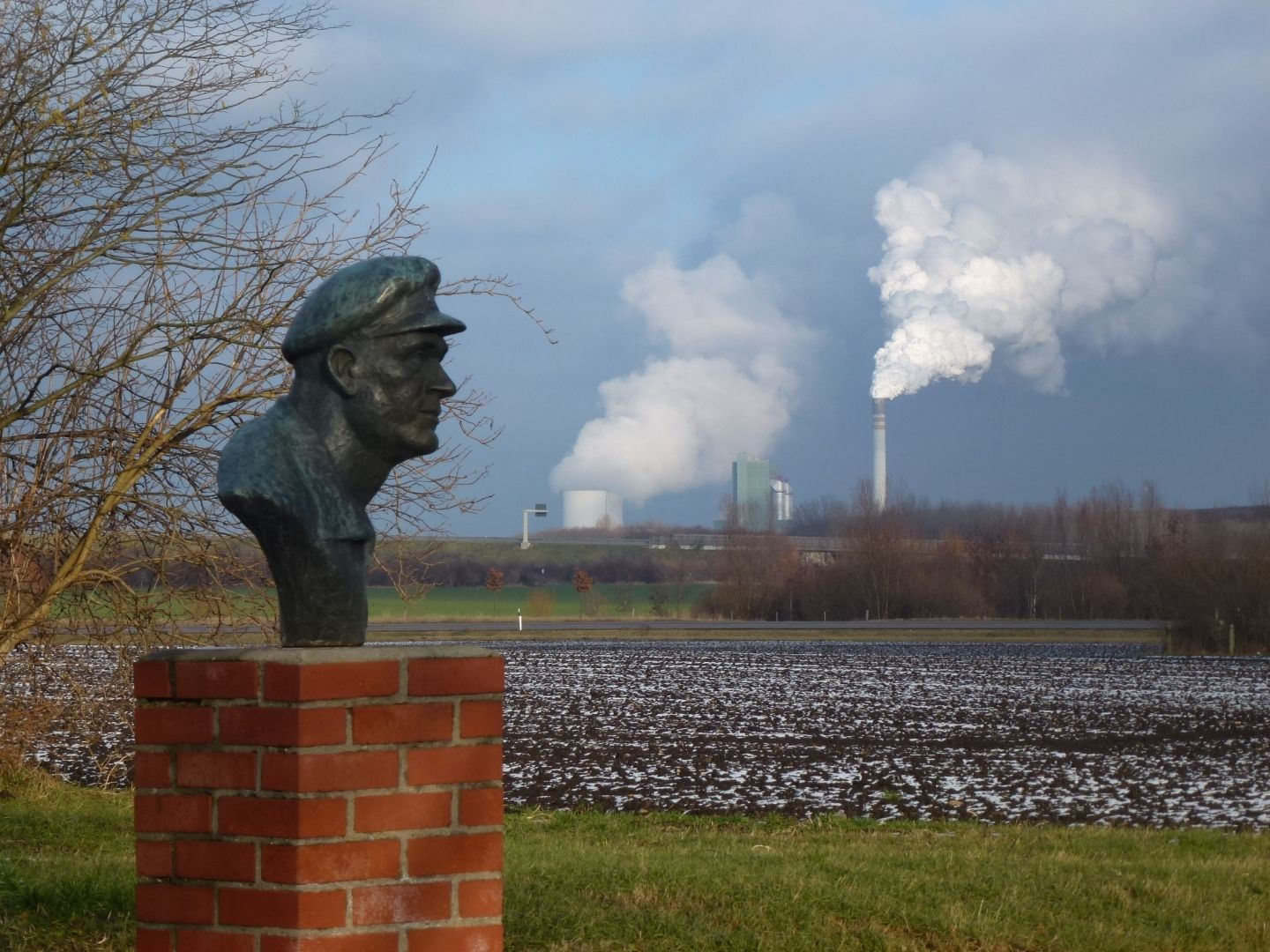
Büste von Ernst Thälmann in Milzau, im Hintergrund das Kraftwerk Schkopau